# 麦赐球
麦赐球（1927年3月—2010年10月16日），广西梧州人，中华人民共和国政治人物、学者，云南师范大学教授，云南省人大常委会原副主任，云南省政协原副主席。